# Семёновка (Пономарёвский район)
Семеновка— село в  Пономарёвском районе Оренбургской области, административный центр и единственный населенный пункт Семёновского сельсовета.

## География
Находится на расстоянии примерно 29 километров по прямой на юг от районного центра села Пономарёвка. 

## История
Село было основано как деревня Ширяевка в 1813 году переселенцами из Воронежской и Тамбовской губернии, В 1816 году здесь уже проживало «175 человек податного населения мужского пола». В советское время работали колхозы «Метеор» и «Большевик». 

## Население
Постоянное население составляло 420 человек в 2002 году (русские 82%) ,  374 в 2010 году.